# Lissie Mackintosh
Lissie Mackintosh is een Brits sociale mediafiguur en Formule 1-verslaggever-presentator. Mackintosh heeft haar populariteit te danken aan een groot vrouwelijk publiek dat relatief jong is. Haar doel was om de sport te humaniseren en meer vrouwelijk geweld op de F1-circuits te krijgen.

## Passie voor Formule 1
Mackintosh begon met het volgen van Formule 1 in haar vroege tienerjaren. Toen keek ze het niet frequent en wist ze er nog niet zo veel van. Voordat ze aan haar hogere studies Art History aan de universiteit van Londen begon had ze geen interesse of visie op een carrière binnen de Formule 1.
Er waren niet veel vrouwelijke figuren in de sport toen Mackintosh aan haar carrière begon in 2021. Dit is sindsdien veranderd, maar kan steeds verbeteren, vertelt Mackintosh in een interview voor Sky Sports News. Dit achterliggende feministische idee heeft haar nog gepassioneerder gemaakt over haar werk in Formule 1.

## Carrière
Lissie postte haar eerste TikTok in verband met Formule 1 op 29 juli 2021. Deze video's waren vooral samenvattingen en uitleg over de sport. Ze begon met TikTok voor het plezier. Iets meer dan zes maanden later werd ze uitgenodigd voor de 'car launch' van Aston Martin. Hierna begonnen haar video's te evolueren naar interviews met de coureurs en content ter plekke op de circuits. Dit was het begin van haar carrière als presentatrice binnen de Formule 1-wereld.
Daarnaast is een deel van haar carrière haar podcast 'Going Purple with Mackintosh'. Deze podcast draait rond alles wat met Formule 1 te maken heeft en hier interviewt ze vaak F1-rijders, zoals Lando Norris en Nyck De Vries. Haar doel met deze podcast was om de sport aantrekkelijker te maken voor een jong publiek door er op een luchtige manier over te praten.
Ze is vaak aanwezig op de wedstrijdweekeinden en wordt regelmatig uitgenodigd voor evenementen, zoals de première van de nieuwe film Ferrari, die uitkwam eind 2023.

## Feministische visie
Mackintosh kreeg in haar carrière te verduren met vrouwonvriendelijke opmerkingen van mensen die vonden dat ze niet binnen die wereld hoorde. Naar eigen zeggen gebruikt ze deze opmerkingen als een bron om kracht en motivatie uit te halen voor haar vrouwelijke collega's en doelpubliek.
Ze geeft aan dat als de sport meer jongere kijkers wilt aantrekken, ze een zicht op de diversiteit zullen moeten voorzien. Ze is gekend voor haar feministische visie op de sport en voor haar passie.

## Privé
Mackintosh had een relatie met Formule 2-coureur Marcus Armstrong.